# Alexandre Guéniot
Alexandre Guéniot, né le 8 novembre 1832 à Tignécourt (Vosges) et mort le 15 juillet 1935 à Paris,  est un médecin français spécialiste d'obstétrique et de gynécologie.

## Biographie
Il commence ses études de médecine à Dijon et y est reçu licencié ès-sciences naturelles. En 1855, il vient à Paris où il devient interne et est plusieurs fois lauréat des hôpitaux de Paris. Devenu médecin (1862) avec une thèse sur les Éruptions scarlatiniformes des femmes en couches, il est nommé l'année suivante chef de clinique.
Il devient successivement chirurgien des hôpitaux (1865) puis professeur agrégé d'obstétrique à la faculté de médecine de Paris avec une thèse consacrée aux Luxations congénitales de la hanche, au point de vue obstétrical. Il exerce comme chirurgien à l'hospice des Enfants-Assistés (1867-1889) puis devient chirurgien en chef de la Maternité (1889-1894).
Membre de l'Académie de médecine (1880), dont il devient le président (1906), il est également membre et président de la Société de chirurgie, membre fondateur et président de la Société obstétricale de France, membre et vice-président de la Société anatomique de Paris... Il est également décoré de la Légion d'honneur avec le grade d'officier.
Il est l'auteur de plusieurs travaux dans le domaine de l'obstétrique et de la gynécologie : Des vomissements incoercibles pendant la grossesse, Des grossesses compliquées et de leur traitement, De la délivrance dans l'avortement, Des rétrécissements cicatriciels du vagin...
À la fin de sa vie, il s'adonne à l'ornithologie et à l'entomologie. Il fait paraître des articles sur les mœurs des oiseaux ainsi que sur ceux de la guêpe. Il publie également des Souvenirs de la guerre de 1870 et de la Commune et, en 1932, un fascicule intitulé Pour vivre cent ans. La même année, l'Académie de médecine fête son centenaire.
Il meurt 3 ans plus tard dans sa 103e année.

## Décorations
- Officier de la Légion d'honneur (1921)

## Publications
- De certaines éruptions, dites miliaires et scarlatiniformes, des femmes en couche, ou de la scarlatinoïde puerpérale, Rignoux, 1862, 99 p., Thèse de médecine
- Des Vomissements incoercibles pendant la grossesse, E. Martinet, 1863, 127 p, Thèse d'agrégation en chirurgie
- Des Grossesses compliquées et de leur traitement, A. Delahaye, 1866, 32 p.
- Parallèle entre la céphalotripsie et l'opération césarienne, E. Martinet, 1866, 84 p., thèse d'agrégation en chirurgie
- De la Délivrance dans l'avortement, impr. de Hennuyer, 1867, 44 p.
- De l'Acupuncture considérée comme moyen de diagnostic différentiel entre certains polypes fibreux de la matrice et le renversement partiel de cet organe, P. Asselin, 1868, 11 p.
- Des Luxations coxo-fémorales, soit congénitales, soit spontanées, au point de vue des accouchements, A. Delahaye, 1869, 150 p. (Gallica)
- De l'Opération césarienne à Paris et des modifications qu'elle comporte dans son exécution, impr. de Hennuyer, 1870, 27 p.
- Notice biographique sur le Dr Paul Planté (de Martigny-les-Bains), impr. de Goupy, 1870, 62 p.
- Candidature à l'Académie de médecine. Exposé des titres et travaux scientifiques du Dr Guéniot, impr. de V. Goupy, 1872, 38 p.
- De la Guérison par résorption des tumeurs dites fibreuses de l'utérus, A. Delahaye, 1872, 16 p
- Du Traitement des fractures de cuisse chez les enfants nouveau-nés, impr. de A. Hennuyer, 1872, 8 p.
- Les Fistules urinaires de l'ombilic dues à la persistance de l'ouraque, et du traitement qui leur est applicable, impr. de A. Hennuyer, 1872, 23 p.
- Note sur le traitement des douleurs lombo-abdominales dépendantes d'un déplacement utérin, nouvelle ceinture (à pression inguinale) propre à les combattre, impr. de A. Parent, 1876, 7 p.
- Candidature à l'Académie de médecine. Exposé des titres et travaux scientifiques du Dr Guéniot,  impr. de F. Malteste, 1879, 59 p.
- Du Prolapsus de la paroi abdominale chez femme, A.-A. Delahaye et E. Lecrosnier, 1885, 15 p.
- De l'Excision des gros polypes de l'utérus, particulièrement des polypes géants de cet organe, J.-B. Baillière, 1889, 8 p.
- Note sur l'incubation des nouveau-nés débiles, impr. de Daix frères, 1894, 8 p.
- Souvenirs anecdotiques et médicaux (1856-1871), J.-B. Baillière      et fils, 1927, 221 p.
- Souvenirs parisiens de la guerre de 1870 et de la Commune, J.-B. Baillière et fils, 1928, 119 p. (Gallica)
- Pour vivre cent ans ou l'Art de prolonger ses jours, J.-B. Baillière et fils, 1931, 210 p.
- Aperçus touchant les oiseaux, les insectes et les plantes (trois mondes d'une vie intense autour de nous), J.-B. Baillière et fils,, 1934,

## Sources
- Larousse du XXe siècle
- Dictionnaire des vosgiens célèbres ecrivosges.com, consulté le 14 février 2011
- Henri Jouve, Dictionnaire biographique des Vosges ecrivosges.com, consulté le 14 février 2011